# Basin City
Basin City – jednostka osadnicza w Stanach Zjednoczonych, w stanie Waszyngton, w hrabstwie Franklin.